# Giuseppe interpreta i sogni del faraone
Giuseppe interpreta i sogni del faraone è un dipinto a olio su tavola (98x135 cm) di Andrea del Sarto, databile al 1515-1516 circa e conservato fino al 2024 nella Galleria Palatina di Firenze, poi agli Uffizi. Faceva anticamente parte della decorazione della Camera nuziale Borgherini.

## Storia
A partire dal 1515 circa Salvi Borgherini fece decorare la camera nuziale di suo figlio Pierfrancesco e della consorte Margherita Acciaiuoli con una boiserie e mobilio intagliato da Baccio d'Agnolo, progettista anche del palazzo dove abitavano, il tutto decorato da una serie di pannelli figurati di Pontormo, Francesco Granacci e, in una fase immediatamente successiva, Andrea del Sarto e il Bacchiacca.
Il tema era quello delle Storie di Giuseppe ebreo, eroe virtuoso e casto spesso raffigurato come esempio per le giovani coppie.
Il Sarto dipinse due pannelli, le Storie dell'infanzia di Giuseppe, primo della serie, e Giuseppe interpreta i sogni del faraone, che secondo al ricostruzione di Braham dovevano decorare spalliere dei due cassoni ai lati del letto.
La camera, nonostante le gelose cure e i rifiuti a venderla della coppia, fu infine ceduta dai loro discendenti, tramite l'intermediazione di Niccolò Gaddi, a Francesco I de' Medici, nel 1584. La compravendita riguardò i pannelli del Granacci e di Andrea del Sarto, che oggi si trovano rispettivamente agli Uffizi e alla Galleria Palatina. I pannelli di Pontormo e del Bacchiaccha presero altre strade ed oggi si trovano divisi tra la National Gallery di Londra e la Galleria Borghese di Roma.

## Descrizione e stile
L'Egitto in cui sono ambientate le storie venne immaginato come un luogo ideale popolato di costruzioni rinascimentali, immerse in un verdeggiante paesaggio. Più gruppi di figure, disposti in diversi punti del dipinto, ora in primo piano, ora in lontananza, svolgono il tema biblico, dimostrando un pieno superamento dei modi quattrocenteschi, da cui ad esempio Francesco Granacci, altro artista attivo nella serie, non seppe mai allontanarsi.
Da sinistra si vede la tenda del faraone, vicino al quale si vedono le sette spighe piene (che spuntano nell'acqua, vicino a un putto) e le sette vacche magre, accalcate in riva a un fiume; sullo sfondo Giuseppe viene liberato di prigione, su suggerimento dei suoi ex-compagni di cella, e condotto dal faraone, a destra al quale interpreta correttamente i sogni e al centro riceve, come segno di gratitudine per la spiegazione, un collare d'oro, tra la sorpresa degli indovini di corte.
La complessa articolazione delle storie è risolta con originalità nei vari gruppi, unificati dal medesimo spazio, una visione cittadina in cui dimostrò una piena padronanza della prospettiva, con alcune piacevoli aperture paesistiche a sinistra e a destra, sotto l'arco della scalinata. La veste di alcuni personaggi, tra cui soprattutto quello con la camicia rossa, aiuta a leggere lo svolgersi dei fatti. L'uomo dalla camicia rossa e il suo compagno con il corpetto bruno e la camicia verde compaiono ben cinque volte: al centro, mentre tre scendono la scala della prigione con Giuseppe (dalla veste azzurra) e una a destra, davanti al Tempio. Giuseppe, analogamente, compare quattro volte e i sacerdoti del faraone due.
Alcuni elementi si distinguono come pure decorazioni di sapore manierista, ispirate probabilmente dall'ex allievo Pontormo: ne sono esempio l'uomo nudo sdraiato a sinistra, una personificazione fluviale che non ha un ruolo nella storia, ma appare piuttosto come sfoggio di bravura anatomica, e i due putti che reggono con nastri il baldacchino del faraone, un elemento puramente decorativo.